# Frans Heesen Stadion
El Frans Heesen Stadion originalmente llamado Top Oss Stadion es un estadio de fútbol ubicado en la ciudad de Oss, en la provincia de Brabante Septentrional, en el sur de los Países Bajos. El estadio inaugurado en 2000, es utilizado por el club de fútbol TOP Oss para sus partidos en casa.
Después de que comenzara la construcción en 1997, el estadio de Oss se completó en 2000. Al principio, la instalación se llamó TOP Oss Stadium. Esto cambió en 2008 con el nuevo patrocinador principal Heesen Yachts; un astillero naval de la ciudad de Oss especializado en la construcción de yates de lujo. El estadio tiene tres gradas de espectadores cubiertos. Además de la tribuna principal y tribuna opuesta, posee una tribuna tras la portería del lado norte. Los asientos están a unos 3 metros por encima del campo en las gradas, lo que mejora la visión general del juego.
En julio de 2011, FC Oss decidió nombrar el estadio en honor a su patrocinador, Frans Heesen, en agradecimiento por el apoyo.